# W północ się odzieję
W północ się odzieję (ang. I Shall Wear Midnight) – 38. powieść Terry'ego Pratchetta z serii Świat Dysku. Książka jest kolejną częścią przygód Tiffany Obolałej.
Powieść w polskim tłumaczeniu Piotra W. Cholewy ukazała się 17 maja 2011 roku nakładem wydawnictwa Prószyński i S-ka (ISBN 978-83-7648-709-0).